# Cryptoxilos pallipes
Cryptoxilos pallipes är en stekelart som beskrevs av Chen, He, van Achterberg och Ma 2001. Cryptoxilos pallipes ingår i släktet Cryptoxilos och familjen bracksteklar. Inga underarter finns listade i Catalogue of Life.